# Drymarchon melanurus
Drymarchon melanurus (індигова змія центральноамериканська) — вид змій родини вужеві (Colubridae).

## Поширення
Змія поширена від південного Техасу на південь по узбережжю Мексиканської затоки, на півострові Юкатан, у Гватемалі та Белізі, далі по узбережжі Тихого океану до  Колумбії,  Венесуели і Еквадорі. Зустрічається на висоті до 1900 м над рівнем моря.

## Опис
Це великий вид, що може виростати до 1,80-2,40 м. Тіло оливково-коричневого забарвлення з чорним хвостом. Черево оливково-жовте. Має темні відмітини навколо очей та вертикальну темну смугу за щелепою.